# Lexus LX
Als Lexus LX wird die Baureihe der großen Geländewagen der Premiummarke Lexus von Toyota bezeichnet. Es ist eine besonders luxuriöse, an den nordamerikanischen Premium-Markt angepasste Version des Toyota Land Cruiser. Die LX-Baureihe wurde erstmals 1996 vorgestellt und verkauft. In Deutschland wird sie nicht offiziell angeboten.

## Erste Generation (1996–1997)
Die erste Generation wurde als LX 450 (FZJ80) angeboten. Sie hatte einen Reihen-Sechszylinder 4,5 Liter-Motor mit 212 PS (158 kW). Mit dem LX 450, der beinahe vollständig auf dem Toyota Land Cruiser der Serie 80 basierte, betrat Lexus erstmals den Bereich der SUV bzw. Geländewagen.

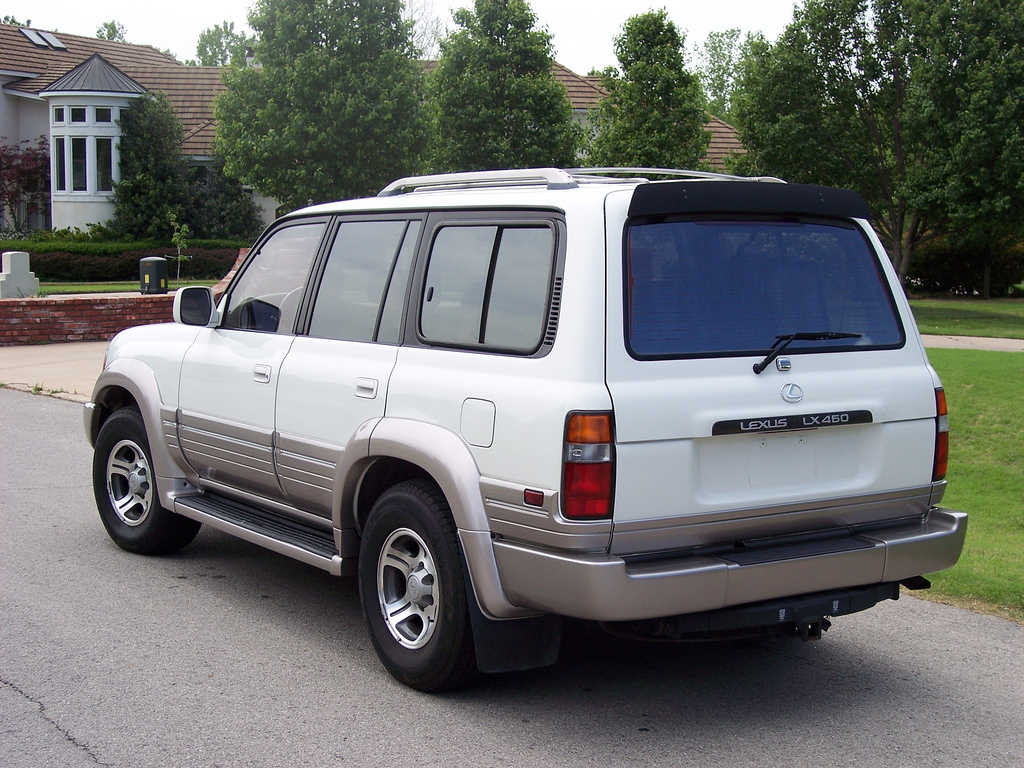
Heckansicht

## Zweite Generation (1998–2007)
1998 brachte Lexus die zweite Generation als LX 470 auf den Markt. Auch diese basierte wieder auf dem Toyota Land Cruiser, nun der 100er Serie. Die Benennung als LX 470 wies auf einen größeren Hubraum hin, der nun auf 4,7 Liter angewachsen war. Der V8-Motor leistete anfangs 230, später 235 und schließlich 268 PS.

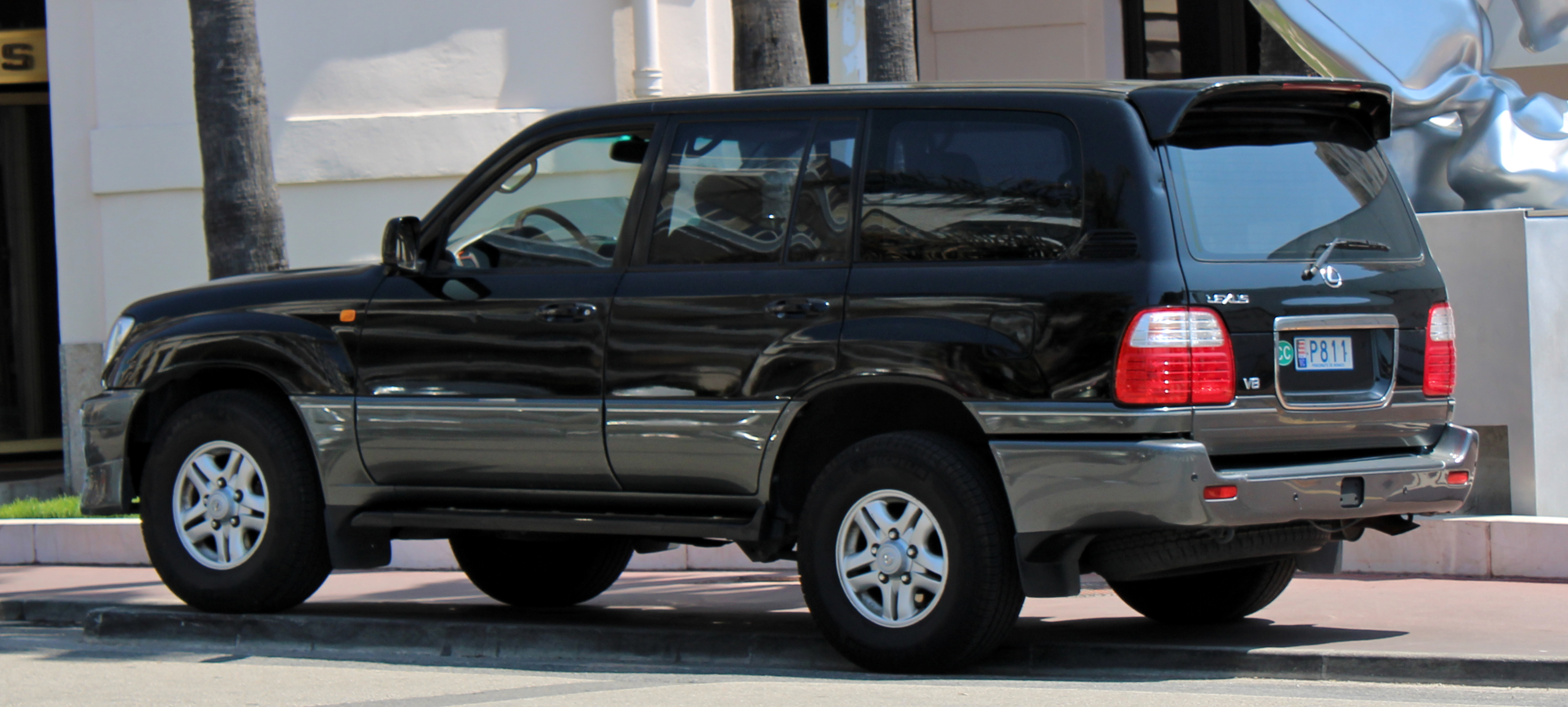
Heckansicht

## Dritte Generation (2008–2021)
Mit dem Modelljahr 2008 brachte Lexus den LX 570 auf den Markt. Auch dieser ist wieder mit dem Toyota Land Cruiser verwandt, debütierte aber vor seinem Schwestermodell. Die Länge nahm etwa um 7 cm auf über 506 cm, die Breite etwa 4 cm zu. Der LX 570 hat einen auf 5,7 Liter Hubraum angewachsenen V8-Ottomotor. Dieser leistet 270 kW (367 PS) und liefert ein maximales Drehmoment von 530 Nm. Ende 2015 wurde auf dem russischen Markt ein V8-Dieselmotor eingeführt, der eigentlich in Europa im Toyota Land Cruiser vertrieben wurde, aber dort zu diesem Zeitpunkt nicht mehr angeboten wurde.

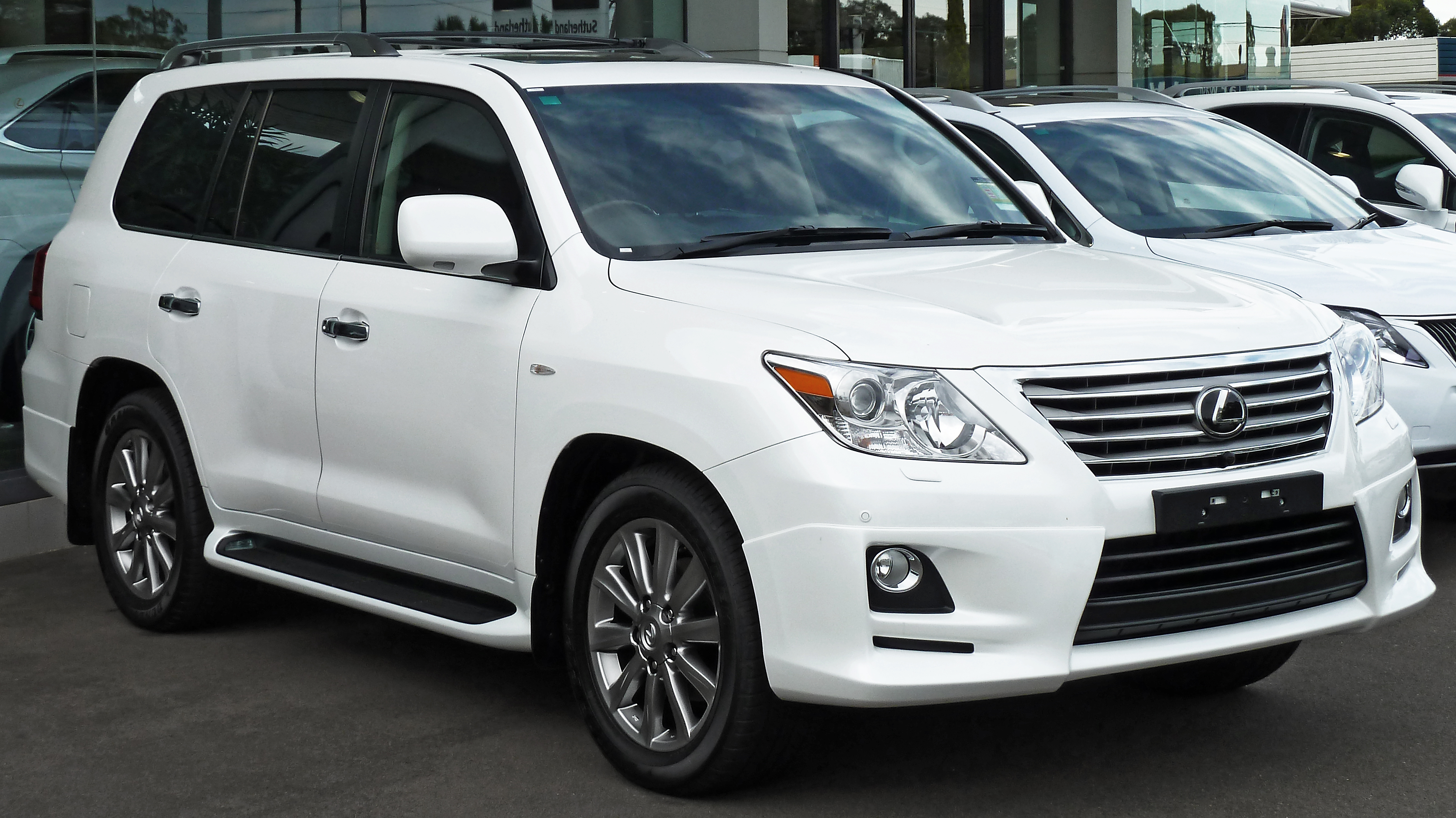
Lexus LX 570 (2010–2013)
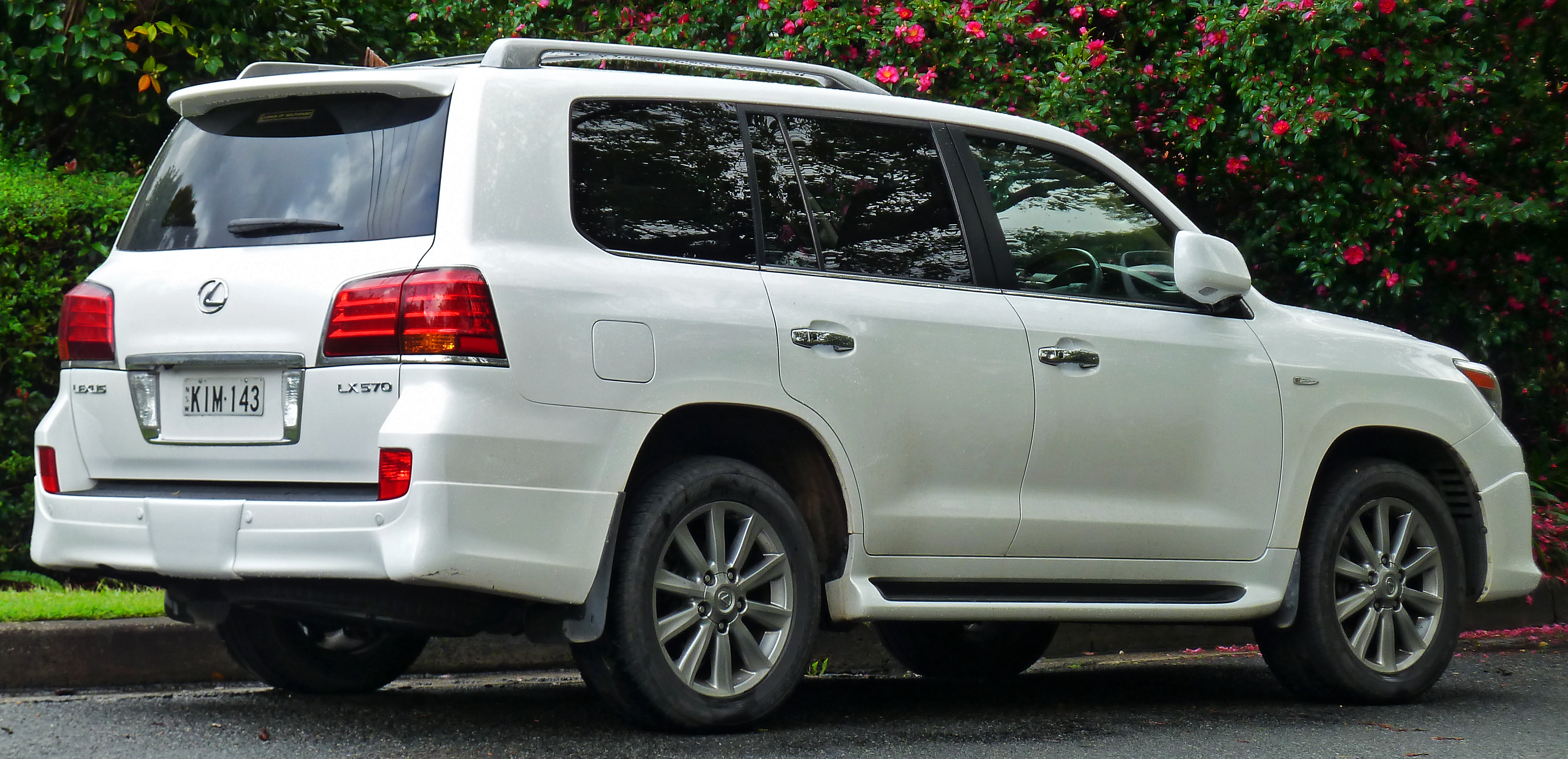
Heckansicht
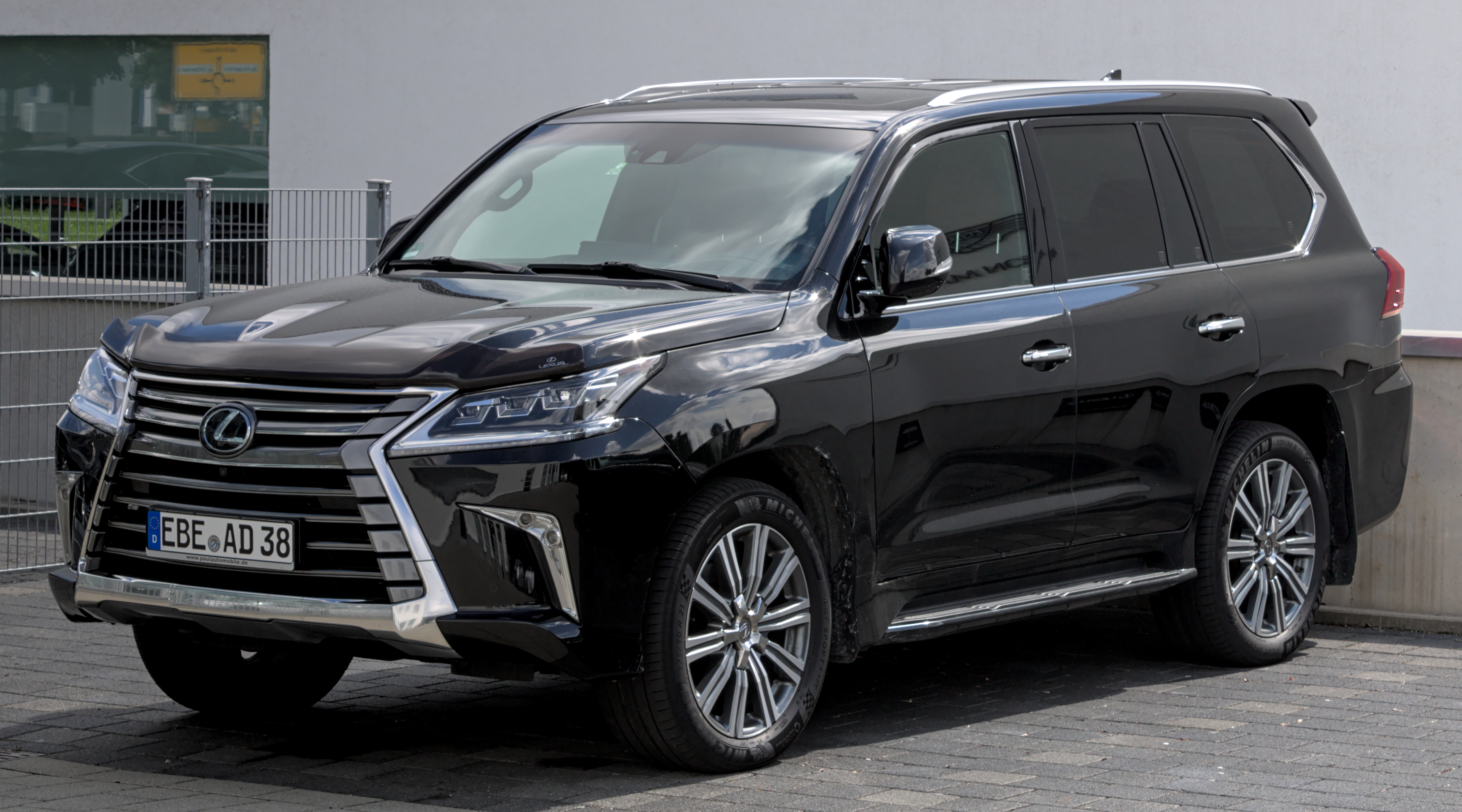
Lexus LX 570 (2016–2021)
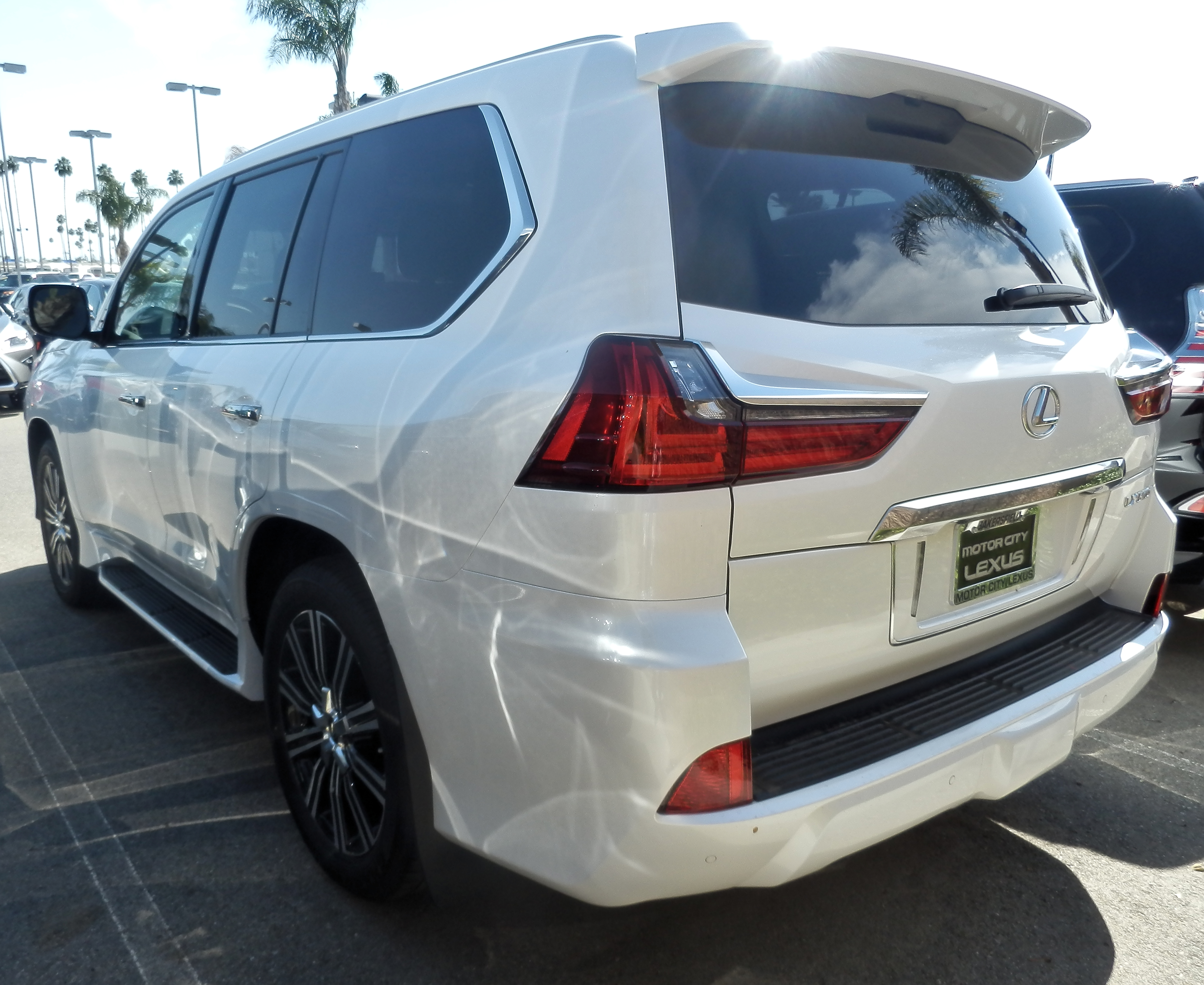
Heckansicht

| Modell                          | 5.7 (LX 570)       | 4.5 (LX 450d)      |
| Zylinder                        | V8                 | V8                 |
| Hubraum (cm³)                   | 5663               | 4461               |
| Max. Leistung (kW/PS)           | 270/367 bei 5600   | 200/272 bei 3600   |
| Max. Drehmoment (Nm)            | 530 bei 3200       | 650 bei 1600–2800  |
| Höchstgeschwindigkeit (km/h)    | 220                | 210                |
| Getriebe (Serienmäßig)          | 6-Stufen-Automatik | 6-Stufen-Automatik |
| Beschleunigung (0–100 km/h)     | 7,7 s              | 8,6 s              |
| Verbrauch kombiniert (l/100 km) | 14,4 S             | 9,5 D              |
| CO2-Emission kombiniert (g/km)  | 334                | 250                |

## Vierte Generation (seit 2022)
Die vierte Generation des LX präsentierte Lexus im Oktober 2021. Sie kam Anfang 2022 in den Handel und basiert wieder auf dem Toyota Land Cruiser und nutzt daher die TNGA-F-Plattform. Während der Toyota in Nordamerika vom Markt genommen wurde, wird der LX dort als Benziner (LX 600) nach wie vor angeboten. Der 5,7-Liter-V8-Saugmotor wurde durch einen 3,5-Liter-V6 mit Biturboaufladung ersetzt, der den V8 beim Drehmoment um 103 Nm Drehmoment (insgesamt 650 Nm) übertrifft. Für andere Märkte wie beispielsweise den russischen oder den australischen ist zudem noch ein Diesel (LX 500d, Motorbezeichnung F33A-FTV) erhältlich. Hergestellt wird der LX in Japan. Im Oktober 2024 wurde erstmals eine Hybrid-Version (LX 700h) vorgestellt.
Die F-Sport-Version hat ein Torsen-Sperrdifferenzial für bessere Traktion an der Hinterachse und rollt auf 22 Zoll Leichtmetallrädern. Außerdem wird erstmals eine Ultra Luxury-Version angeboten, deren Ausstattung an Oberklasselimousinen angelehnt ist, unter anderem mit Lüftungsdüsen im Dachhimmel; der nach vorne neigbare Beifahrersitz ermöglicht dahinter 1,10 m Fußraum.

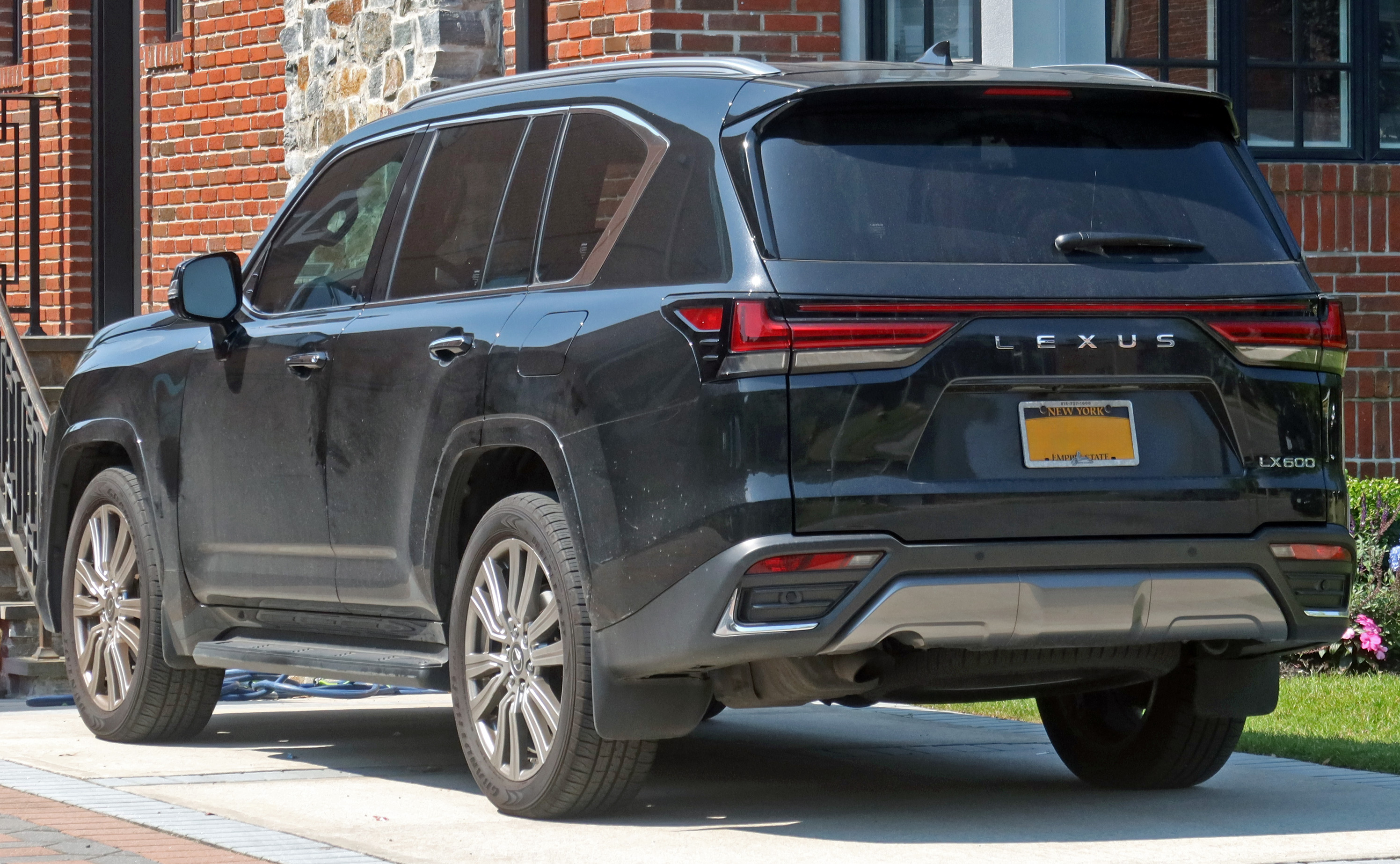
Heckansicht

### Technische Daten
|                                             | LX 600                    | LX 700h                     | LX 500d                     |
| Bauzeitraum                                 | seit 01/2022              | seit 01/2025                | seit 01/2022                |
| Motorkenndaten                              |                           |                             |                             |
| Motortyp                                    | V6-Ottomotor              | V6-Ottomotor + Elektromotor | V6-Dieselmotor F33A-FTV     |
| Motoraufladung                              | Turbolader                | Turbolader                  | Turbolader                  |
| Hubraum                                     | 3445 cm³                  | 3445 cm³                    | 3346 cm³                    |
| max. Leistung bei min−1                     | 305 kW (415 PS) / 5200    | 341 kW (464 PS)             | 220 kW (299 PS) / 3600–4200 |
| max. Drehmoment bei min−1                   | 650 Nm / 2000–3600        | 790 Nm / 2000               | 700 Nm / 1600–2600          |
| Kraftübertragung                            |                           |                             |                             |
| Antrieb, serienmäßig                        | Allradantrieb             | Allradantrieb               | Allradantrieb               |
| Getriebe, serienmäßig                       | 10-Gang-Automatikgetriebe | 10-Gang-Automatikgetriebe   | 10-Gang-Automatikgetriebe   |
| Messwerte                                   |                           |                             |                             |
| Höchstgeschwindigkeit                       | 210 km/h                  | 210 km/h                    | 210 km/h                    |
| Beschleunigung, 0–100 km/h                  | 6,9 s                     | 6,5 s                       | 7,9 s                       |
| Kraftstoffverbrauch auf 100 km (kombiniert) | 12,4 l Super              | 11,8 l Super                | k. A.                       |
| Tankinhalt                                  | 110 l                     | 68 l                        | 80 l                        |